# MC Snake
Nuno Rodrigues (1979 – 14 de março de 2010), mais conhecido pelo seu nome artístico MC Snake, foi um rapper português. Tornou-se conhecido sobretudo devido à parceria com o rapper Sam The Kid.
Na madrugada de 14 de Março de 2010, Snake circulava de carro na zona de Alcântara e terá desobedecido uma ordem de paragem numa operação de fiscalização da Polícia de Segurança Pública. Na sequência disso, a viatura onde seguia foi alvo de perseguição policial durante uma distância considerável, e quando circulava na Radial de Benfica foram disparados vários tiros por um dos agentes da PSP, tendo um deles perfurado a chapa da viatura e atingido Snake nas costas. O rapper viria a falecer em consequência dos ferimentos. No seu funeral estiveram presentes cerca de duas mil pessoas.